# Sphaeradenia
Sphaeradenia Harling – rodzaj wieloletnich epifitów lub roślin niskopączkowych z rodziny okolnicowatych, obejmujący 52 gatunki, występujące w tropikalnej Ameryce, od Kostaryki do Peru i Brazylii.

## Morfologia
PokrójŚredniej wielkości do wysokich rośliny naziemne lub epifityczne, rzadziej pnącza.
ŁodygaSkrócona lub wydłużona, rozgałęziająca się monopodialnie.
LiścieUlistnienie naprzeciwległe. Blaszki liściowe dwuklapowane.
KwiatyKwiaty jednopłciowe, zebrane w kolbę, wspartą 2–5 liściastymi pochwami, położonymi w górnej połowie pędu kwiatostanowego. Kolby wąsko cylindryczne do szeroko elipsoidalnych. Kwiaty męskie asymetryczne, szypułkowe. Listki okwiatu niekiedy tylko po stronie odosiowej. Pręciki od kilku do wielu, z drobnym gruczołkiem wydzielniczym na wierzchołku główki. Kwiaty żeńskie zrośnięte. Listki okwiatu dobrze rozwinięte. Łożysko pojedyncze, wierzchołkowe. Szyjki słupków zrośnięte w jeden, rzadziej wolne lub nieobecne.
OwoceZrośnięte, jagodopodobne.

## Systematyka
Pozycja systematyczna według Angiosperm Phylogeny Website (aktualizowany system APG IV z 2016)Należy do podrodziny Carludovicioideae, rodziny okolnicowatych (Cyclanthaceae), w rzędzie pandanowców (Pandanales) zaliczanych do jednoliściennych (monocots).
Gatunki
| - Sphaeradenia acutitepala Harling - Sphaeradenia alba R.Erikss. - Sphaeradenia alleniana Harling - Sphaeradenia amazonica Harling - Sphaeradenia angustifolia (Ruiz & Pav.) Harling - Sphaeradenia asplundii (Harling) Harling - Sphaeradenia brachiolata R.Erikss. - Sphaeradenia buenaventurae Harling - Sphaeradenia carnosa R.Erikss. - Sphaeradenia chiriquensis Harling - Sphaeradenia columnaris R.Erikss. - Sphaeradenia compacta R.Erikss. - Sphaeradenia crassiceps R.Erikss. - Sphaeradenia crocea Harling - Sphaeradenia cuatrecasana Harling - Sphaeradenia danielii Harling - Sphaeradenia distans R.Erikss. - Sphaeradenia duidae Harling - Sphaeradenia fosbergii Harling - Sphaeradenia garciae Harling - Sphaeradenia gigantea R.Erikss. - Sphaeradenia hamata Harling - Sphaeradenia horrida (Harling) Harling - Sphaeradenia killipii (Standl.) Harling - Sphaeradenia laucheana (Mast.) Harling - Sphaeradenia lemaensis Harling | - Sphaeradenia magniglobula R.Erikss. - Sphaeradenia marcescens R.Erikss. - Sphaeradenia meridionalis R.Erikss. - Sphaeradenia occidentalis R.Erikss. - Sphaeradenia oligostemon Harling - Sphaeradenia oxystigma R.Erikss. - Sphaeradenia pachystigma Harling - Sphaeradenia pallida R.Erikss. - Sphaeradenia perangusta R.Erikss. - Sphaeradenia praetermissa R.Erikss. - Sphaeradenia proboscidifera R.Erikss. - Sphaeradenia pterostigma Harling - Sphaeradenia pulchra R.Erikss. - Sphaeradenia purpurea Harling - Sphaeradenia rhodocephala (Harling) Harling - Sphaeradenia rostellata R.Erikss. - Sphaeradenia sanctae-barbarae Harling - Sphaeradenia scandens R.Erikss. - Sphaeradenia sphagnicola Harling - Sphaeradenia stenosperma Harling - Sphaeradenia steyermarkii (Harling) Harling - Sphaeradenia stylosa Harling - Sphaeradenia vallensis Harling - Sphaeradenia versicolor R.Erikss. - Sphaeradenia virella R.Erikss. - Sphaeradenia woodsonii Harling |

## Zagrożenie i ochrona
3 gatunki Sphaeradenia ujęte są w Czerwonej księdze gatunków zagrożonych IUCN, w tym 2 (Sphaeradenia brachiolata i Sphaeradenia versicolor) ze statusem VU (narażone). Oba te gatunki, endemiczne dla Ekwadoru, znane są z pojedynczych stanowisk w Andach, zagrożonych zniszczeniem.